# El Varal (Chile)
El Varal es una localidad que pertenece administrativamente a la comuna de Hualaihué, Provincia de Palena, Región de los Lagos, Chile. 
Desde El Varal se tiene una muy buena vista de la Ensenada de Hualaihué y en este punto se une el camino que viene por la Ruta Costera que pasa por distintas caletas de pescadores y localidades costeras como La Poza, Quildaco Bajo, Caleta Aulen, Tentelhue, Chauchil y Lleguimán con la Ruta CH-7 Carretera Austral, que atraviesa la península y pasa por El Cisne hasta Contao.
En las inmediaciones de El Varal se encuentra el Cerro La Silla, un lugar muy bello para tomar fotografías. y hacia el Sur por la Carretera Austral se accede a Caleta El Manzano y Caleta Pichicolo, lugar donde se encuentran baños termales.
Esta localidad cuenta con la escuela básica El Varal que fue destruida en junio de 2015 por un temporal cuando aún no se inauguraba
El Varal se encuentra a a 7 kilómetros de Hualaihué Puerto y 23 kilómetros de la capital comunal Hornopirén.
En Hualaihué Puerto se encuentra el Aeródromo Hualaihué que permite su conectividad aérea con la capital regional, Puerto Montt.